# Bâtiment (construction)
Pour les articles homonymes, voir Bâtiment.
Un bâtiment, au sens commun, est une construction immobilière, réalisée par intervention humaine, destinée d'une part à servir d'abri, c'est-à-dire à protéger des intempéries des personnes, des biens et des activités, d'autre part à manifester leur permanence comme fonction sociale, politique ou culturelle. Un bâtiment est un ouvrage d'un seul tenant composé de corps de bâtiments couvrant des espaces habitables lorsqu'il est d'une taille importante. Le terme « édifice » désigne tout ce qui est édifié : un ensemble architectural ou industriel, un ou plusieurs bâtiments jointifs ou non ayant la même destination, une construction bâtie pour aménagement d'un terrain, un signal monumental.
Juridiquement, le terme de « bâtiment » désigne en général la construction bâtie, alors que l'adjectif « immeuble » désigne plutôt des biens ne pouvant pas être déplacés, qu'il s'agisse de bâtiment ou de terrain.
Le bâtiment au sens commun est aussi le secteur d'activité professionnel de la construction des édifices et des voies et routes ; un secteur économique souvent dénommé bâtiment et travaux publics ou BTP.
L'art de concevoir et dessiner des édifices est l'architecture, aussi bien pour leur forme globale que, lorsqu'ils comprennent des bâtiments, pour leur aménagement intérieur en salles. La science de la conception-construction des édifices s'appelle le génie civil tandis que celui de disposer les constructions à l'échelle de la ville pour les raccorder en agglomération aux réseaux de voies, eau, égouts, etc., est l'urbanisme.
La construction des bâtiments relève de spécialités professionnelles définies en corps de métier, appelées corps d'état, qui forment ensemble le secteur du bâtiment. Il est traditionnellement divisé en gros œuvre fournissant la bâtisse, au sens propre « la partie édifiée en structure qui résiste » et le second œuvre partie qui l'habille.
En dehors des « gars du bâtiment », ouvriers qui bâtissent manuellement, la construction d'ouvrage nécessite après la conception par un maître d'ouvrage ou un architecte l'intervention de professions particulières comme les métreurs, les ingénieurs, les décorateurs, les contrôleurs, les géomètres, etc., avant ou pendant la réalisation puis à la réception de l'ouvrage.

## Historique
Il semble que les premiers ouvrages pouvant porter le nom de bâtiment sont apparus au Néolithique lorsque des chasseurs-cueilleurs ont commencé à domestiquer les plantes à travers l'agriculture. Le site de Çatal Höyük en Turquie (-6000, -7000 av. J.-C.) en est un des tout  premiers exemples, ainsi que Jéricho en Cisjordanie (-6000 av. J.-C.).

## Nom de bâtiments
Au cours de l'histoire sont apparues des dénominations nombreuses d'édifice afin de les désigner selon leur apparence fournissant un repère voulu par leur conception architecturale (amphithéâtre, dôme, rotonde, gratte-ciel, etc.) et ensuite le plus souvent dans la période moderne fournissant un repère selon leur fonction d'usage devenue commune (minoterie, hôtel, école…).
Ces noms, affectés à des bâtiments, ont le plus fréquemment désigné en premier lieu des groupes de personnes (église, corps de garde…), des outils et appareils (forge, moulin, bateaux) qui étaient dans des locaux affectés à leur usage particulier — les ateliers où travaillaient les ouvriers — puis ces noms ont désigné les locaux eux-mêmes ou les parties de bâtiments importants.
Ces établissements de bâtiments, séparés des autres constructions et identifiables, sont liés à la structure de la société (qui était communautaire dans le cas du moulin banal, disparu avec la transformation des ateliers en manufactures). Comme exemple de modification due à l'activité humaine, on peut citer la buanderie du XVe siècle : d'abord intégrée dans un local du bâtiment principal, elle est passée dans une dépendance disposant de l'eau plus facilement que le bâtiment principal dans le cas d'un hôpital du XVIIe siècle, puis est devenue une blanchisserie desservant en général plusieurs hôpitaux et établie sur un site séparé, où elle se compose au XXe siècle de plusieurs corps de bâtiments, selon le processus de traitement hygiénique.
Ces noms de bâtiment qui retracent l'activité économique se sont ajoutés aux noms particuliers attachés historiquement aux lieux particuliers et aux groupes humains pour chaque édifice retraçant la hiérarchie de l'ancien temps ou du temps actuel selon une valeur historique et de politique menée en un temps donné (Panthéon, Palais royal, palais Bourbon, palais du Luxembourg, etc.) et conformément à la culture ambiante et à la conception du monde selon une valeur religieuse donnée en un temps donné[pas clair] (abbaye, basilique, cathédrale, église, chapelle, baptistère ou mosquée, zaouïa ou temple ou synagogue ou pagode, stūpa ou mandir).

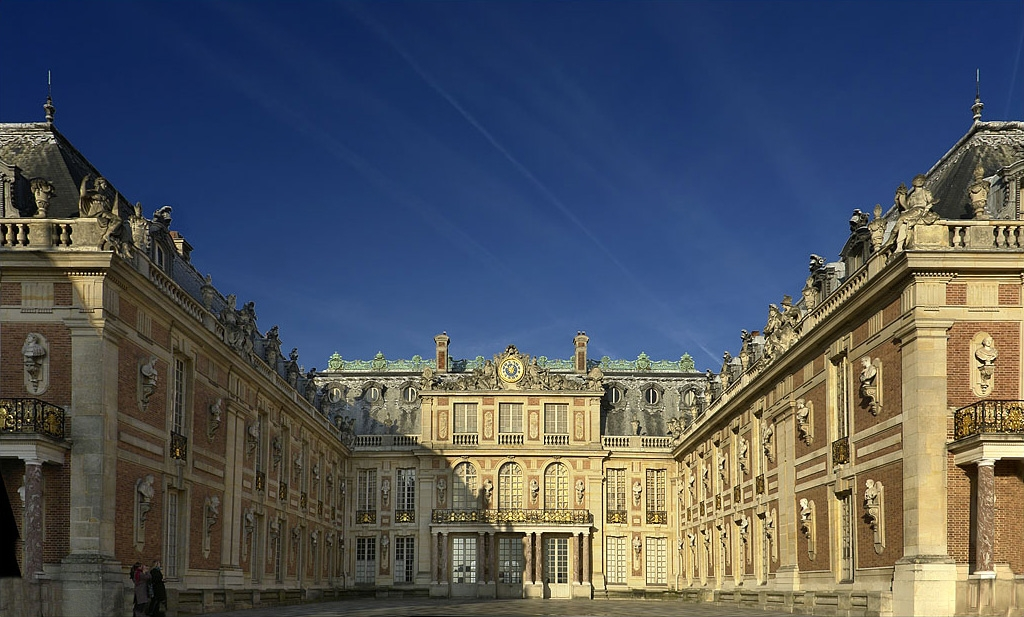
Le château de Versailles, un exemple d'un bâtiment de l'architecture classique française.

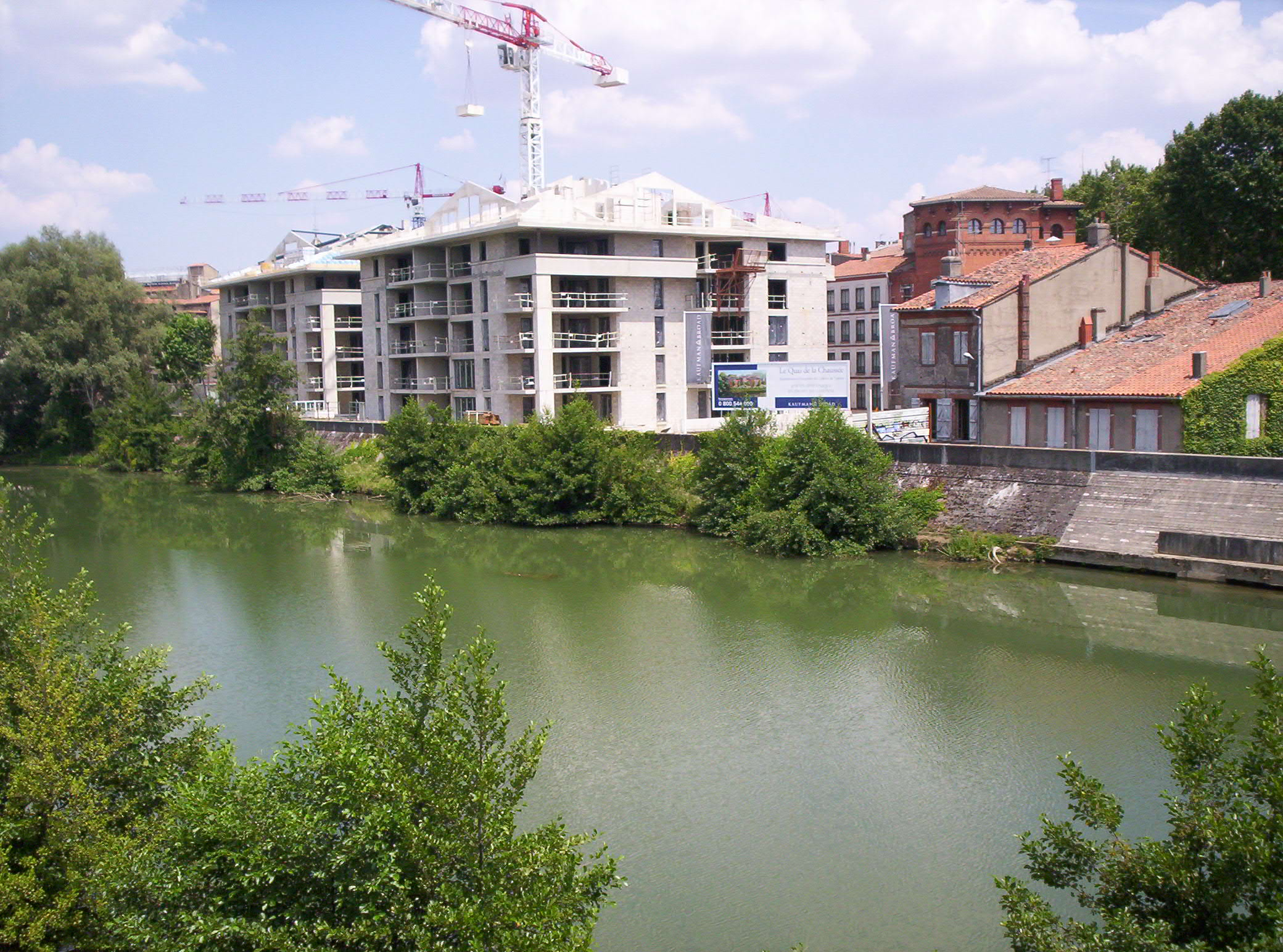
Bâtiments en construction à Toulouse, dans le sud de la France (2006).

Après la mise en place de l'industrie avec ses personnes morales assimilées à des individus, les métiers des entreprises ont pris le caractère répandu d'être récents et éphémères et multiples. On constate que la création de noms particuliers désignant des édifices aux conformations particulières (tréfilerie, corderie, tannerie, etc.) s'arrête au profit de noms composés avec les désignations génériques de salle, d'usine ou d'immeuble associés à une caractéristique aussi bien de fonction que de forme (usine de produits bruns, usine chimique, immeuble de bureau d'assurance, salle de sport polyvalente, etc.) correspondant au statut d'établissement qui s'entend aussi bien institution, qu'entreprise, que construction.

### Répertoire alphabétique de noms de bâtiments
(Sont compris dans cette liste les édifices, mais non les locaux, les divisions et les parties dans des édifices : les cabinets de dentiste, d'avocat, d'architecte, salle de vente, de réfectoire, office de notaire, d'huissier…).

## Base de données nationale des bâtiments
En France, une « base de données nationale des bâtiments » (BDNB), structurée à la maille « bâtiment », contient une « carte d'identité » pour chacun des environ 20 millions de bâtiments résidentiels ou tertiaires de France métropolitaine et Corse ; c'est un « référentiel exhaustif et ouvert à tous », construit en croisant des données géospatialisées d'une vingtaine de base de données produites par des organismes publics en charge par exemple du cadastre, les données fiscales, les données techniques des bâtiments (diagnostic de performance énergétique (DPE), etc.). Il a vocation à être mutualisé en tant que socle de développement de multiples services portés par des acteurs publics et privés. C'est aussi un endroit où centraliser et capitaliser les connaissances sur les bâtiments existants. 
Cette BDNB a été lancée en 2020 par le ministère de la Transition écologique et de la Cohésion des territoires.
La BDNB a trois grands objectifs :
- améliorer la connaissance du parc bâti français ;
- favoriser la rénovation énergétique des bâtiments ;
- développer de nouveaux services pour les acteurs du bâtiment.

Elle permet de : rechercher un bâtiment par adresse, type, etc. ; consulter les informations techniques disponibles pour chaque bâtiment enregistré, télécharger des données.